# Condado de Red Lake
El condado de Red Lake (en inglés: Red Lake County), fundado en 1896, es un condado del estado estadounidense de Minnesota. En el año 2000 tenía una población de 4.299 habitantes con una densidad de población de 4 personas por km². La sede del condado es Red Lake Falls.

## Geografía
Según la oficina del censo el condado tiene una superficie total de 1120 km² (432,4 mi²), de los que la totalidad son tierra. 

### Condados adyacentes
- Condado de Pennington - norte
- Condado de Polk - sur, este y oeste

### Principales carreteras y autopistas
- U.S. Autopista 2
- U.S. Autopista 59
- Carretera estatal 32
- Carretera estatal 92
- Carretera estatal 222

## Demografía
Según el censo del 2000 la renta per cápita media de los habitantes del condado era de 32.052 dólares y el ingreso medio de una familia era de 40.275 dólares. En el año 2000 los hombres tenían unos ingresos anuales 28.494 dólares frente a los 20.363 dólares que percibían las mujeres. El ingreso por habitante era de 15.372 dólares y alrededor de un 10,80% de la población estaba bajo el umbral de pobreza nacional.

## Ciudades y pueblos
- Brooks
- Oklee
- Plummer
- Red Lake Falls

### Municipios
- Municipio de Browns Creek
- Municipio de Emardville
- Municipio de Equality
- Municipio de Garnes
- Municipio de Gervais
- Municipio de Lake Pleasant
- Municipio de Lambert
- Municipio de Louisville
- Municipio de Poplar River
- Municipio de Red Lake Falls
- Municipio de River
- Municipio de Terrebonne
- Municipio de Wylie

### Comunidades no incorporadas
- Dorothy
- Huot
- Terrebonne